# Anna Maria Canali
Pour les articles homonymes, voir Canali.
Anna Maria Canali (née le 17 janvier 1918 à Lucques, morte le 26 janvier 2016 à Montecarlo) est une chanteuse lyrique italienne, mezzo-soprano.

## Biographie
Au cours de sa carrière, elle chante notamment à la Scala pour un total de 120 opéras à son répertoire.